# چیناب
چیناب یکی از روستاهای استان آذربایجان شرقی است که در دهستان دیکله بخش مرکزی شهرستان هوراند واقع شده‌است.این روستا ۴۹۹ نفر جمعیت دارد.